# Trachymene maxwelli
Trachymene maxwelli är en flockblommig växtart som beskrevs av Ferdinand von Mueller. Trachymene maxwelli ingår i släktet Trachymene och familjen flockblommiga växter. Inga underarter finns listade i Catalogue of Life.